# Anis Boujelbene
Anis Boujelbene (Sfax, 6 febbraio 1978) è un ex calciatore tunisino, di ruolo centrocampista.